# Un golpe de suerte (obra de teatro)
Un golpe de suerte es una obra de teatro  de Juan José Alonso Millán, estrenada en 1995.

## Argumento
Emilio, un hombre que afirma tener su "golpe de suerte" ya que una bruja le ha echó un sortilegio y que huye de su novia, llega por azar a un hotel donde conoce a Susana la hija del dueño del hotel de la que se enamora. La obra transcurre en la habitación del hotel.

## Estreno
- Teatro Muñoz Seca, Madrid, 7 de febrero de 1995.
  - Dirección: Juan José Alonso Millán.
  - Escenografía: Enrico Serafini.
  - Intérpretes: Manuel Tejada y Victoria Vera, sustituida luego por Ágata Lys.